# Médicament en vente libre en France
 (février 2013).
Si vous disposez d'ouvrages ou d'articles de référence ou si vous connaissez des sites web de qualité traitant du thème abordé ici, merci de compléter l'article en donnant les références utiles à sa vérifiabilité et en les liant à la section « Notes et références ».
 (février 2013).
Le marché des médicaments en vente libre en France a ses propres spécificités. 
Un médicament en vente libre, appelé aussi médicament de comptoir ou médicament OTC (Over The Counter, littéralement « par-dessus le comptoir »), est un médicament pouvant être vendu sans nécessité de prescription ou d'ordonnance et délivré par un professionnel de la santé. Ce médicament est dit à prescription médicale facultative, c’est-à-dire qu’il peut être prescrit par un médecin ou conseillé par le pharmacien. 
L'un des plus anciens médicaments vendus sans ordonnance est l'aspirine. Parfois certains d'entre eux cessent d'être en vente libre et requièrent désormais une prescription médicale. Par exemple, la codéine et divers opiacés étaient jadis en vente libre, mais leur délivrance est désormais fortement restreinte. À l'inverse, certains médicaments jadis soumis à ordonnance sont désormais en vente libre.
Les médicaments OTC peuvent être également appelés dans la presse « l’auto-médication ».
Selon des données IMS Pharmastat, le marché des médicaments sans ordonnance pèse 2,2 milliards d'euros en 2017, un peu plus de 8 % du marché du médicament (remboursable et non remboursable). Le médicament (remboursable et non remboursable) représente, en 2017, 82 % de l’activité moyenne d’un pharmacien d’officine dont le chiffre d’affaires total hors taxes en 2017 a une valeur de 32.9 milliards d’euros.  

## Médicaments sans prescription
Certains médicaments peuvent être sans ordonnance selon les pays, les dosages ou le conditionnement.
- Acide acétylsalicylique
- Cétirizine mais pas la lévocétirizine - En France, seules les boîtes de 7 comprimés sont sans prescription. En Belgique, les gouttes pédiatriques et le sirop restent sous prescription
  - certaines formes de lévocétirizine ne sont en vente libre en Belgique que depuis 2010
- Dextrométhorphane - certaines formes sont sous prescription selon les pays (en Belgique, seuls les sirops antitussifs sont en vente libre ; les comprimés sont sous prescription et le produit pur (ou son bromhydrate) est soumis à la législation des stupéfiants)
- Dimenhydrinate
- Dompéridone - certaines formes sont sous prescription selon les pays (en Belgique, les formes pédiatriques (suppositoires et sirop) sont sous prescription)
- Ibuprofène - il existe des gélules à libération prolongée dosée à 300 mg qui restent soumises à prescription (en Belgique, seuls les sirops pédiatriques et de rares autres formes sont en vente libre).
- Lopéramide - certaines formes sont sous prescription selon les pays
- Loratadine mais pas la desloratadine
- Paracétamol - certaines formes sont sous prescription selon les pays

## Vente des OTC sur internet[1]
Avec l’arrêt Doc Morris en 2003, l’instance européenne a autorisé la vente sur Internet des OTC, mais à la condition que la vente en ligne soit une extension virtuelle d’officines de pharmacies régulièrement autorisées à exercer sur leur territoire. À la suite de cet arrêt, l’Allemagne développera la vente en ligne de médicaments. C’est en janvier 2013 que la France autorise à son tour, la vente des OTC sur Internet, vente qui reste cependant strictement encadrée et limitée, pour éviter qu’il ne soit la porte ouverte à la contrefaçon et pour préserver l’accès à un conseil pharmaceutique. Ainsi, seuls peuvent être autorisés par l’agence régionale de santé compétente les sites exploités par des pharmacies physiques. La liste des sites autorisés figure sur le site du ministère de même que sur celui de l’ordre des pharmaciens.

## Controverse en France

### Contexte
Depuis la seconde guerre mondiale, les pharmaciens sont en situation de monopole sur la vente des médicaments et également des médicaments sans ordonnance. Ce monopole permet d’assurer une imperméabilité du circuit de distribution français. C’est une clé de voûte du système de distribution français qui offre la garantie d’innocuité, de sécurité et de qualité des médicaments présents sur le marché qu’ils soient vendus en officine physique ou bien sur Internet.
Chaque étape de la chaîne (fabricants, exploitants, grossistes-répartiteurs, pharmacies d’officine, etc.) est placée sous la responsabilité d’un pharmacien qui s’assure de la qualité des médicaments jusqu’à leur dispensation aux patients.
Tandis que la vente des OTC en grandes surfaces est déjà autorisée dans de nombreux pays (USA, Grande Bretagne, Italie depuis 2006, etc.), la législation en France reste stricte sur ce point. Seul le décret "médicaments de médication officinale", autorise depuis le 1er juillet 2008 la vente de 248 médicaments devant le comptoir des pharmacies (les OTC), en libre-service.
Dès les années 80, E. Leclerc s’attaque à ce monopole, en se présentant comme le bienfaiteur du consommateur, pour la défense de leur pouvoir d’achat, avec l’idéologie du "juste prix", reprenant le même discours que UFC Que Choisir (pour lequel Michel Edouard Leclerc a travaillé au début des années 70). 
Le prix des médicaments non remboursables est libre. Les déremboursements et le libre accès se développant, ce marché financièrement intéressant attise les convoitises de la grande distribution, Leclerc en tête. Réaffirmant leur monopole, les pharmaciens s'organisent de plus en plus en groupements et mettent en avant leur rôle de conseils.
En 2008, pour E. Leclerc, tous les déremboursements de médicaments s'accompagnent de hausse des prix. Il estime que son groupement est « le plus crédible » pour « faire barrage » à cette inflation, et qu'avec 150 docteurs en pharmacie, ses parapharmacies en galeries marchandes sont armées pour le faire. Deux arguments principaux :
-    Pourquoi lorsque les docteurs en pharmacie qui travaillent en officine ont le droit de vendre des médicaments en officine ou sur Internet, mais lorsqu’ils travaillent chez Leclerc, ils n’en ont pas le droit ?
-    Pourquoi les médicaments vendus sans ordonnance, puisque non soumis à prescription médicale obligatoire, ne sont pas soumis aux mêmes règles que des produits ordinaires ? D’autant qu’ils sont vendus sans conseils de pharmacien sur Internet.
Depuis 2008, Leclerc lance régulièrement des campagnes de publicité chocs à la télévision et dans la presse à grande échelle pour relancer la polémique sur les prix des OTC. Sur cette argumentation, Leclerc est rejoint par les associations de consommateurs notamment l’association Familles Rurales et surtout UFC Que Choisir.  
Lorsque Leclerc attaque avec l’argument sur les prix, UFC Que Choisir, qui veut défendre le pouvoir d’achat des consommateurs, attaque les pharmaciens sur leur argument de défense : les conseils fournis aux « patients-clients » et dénoncent leurs défaillances. Les dossiers de UFC Que Choisir sont relayés par une bonne partie de presse et par les reportages TV aux journaux télévisés. 
Les instances politiques, s’inscrivant presque tous dans la lignée du rapport pour la libéralisation de la croissance, dit « rapport Attali » (2008), Leclerc est appuyé par Arnaud Montebourg (Ministre de l'Economie de 2012-2014) et, à l’époque, par son remplaçant Emmanuel Macron (en tant que Ministre de l'Economie de 2014 à 2016), par l'eurodéputée (EELV) Michèle Rivasi, l’Inspection générale des Finances, principalement les Ministères de l’économie, des finances et de la consommation, et surtout par l’Autorité de la concurrence (anciennement Conseil de la concurrence). Ceux-ci prennent position en faveur de la libéralisation et leurs voix sont relayées par la presse, alimentant à chaque fois le débat relancé sans cesse par Leclerc.
Les pharmaciens dont les marges sont mises en danger avec la concurrence des parapharmacies s’opposent fermement à la libéralisation. Leurs moyens d’action se bornent surtout à porter plainte pour publicités mensongères ou pour atteinte à leur image.
Ils se mobilisent, communiquent, portent plainte et coordonnent des actions à travers le Conseil de l’Ordre National des Pharmaciens, mais surtout à travers certains syndicats de pharmaciens, l’Union des Syndicats de Pharmaciens d'Officine  et certains de leurs regroupements les plus actifs dont l'Union des groupements des pharmaciens d'officine. Les pharmaciens sont également soutenus, par leurs communiqués et leurs interviews, par La Fédération des syndicats pharmaceutiques de France (FSPF) , aujourd'hui la première force patronale en pharmacie d’officine, et par l’Association française de l'industrie pharmaceutique pour une automédication responsable (Afipa), Conseil central des pharmaciens titulaires d’officine. Ils ont pour l’instant le soutien inconditionnel du ministère de la santé, dirigé successivement ces dernières années par Roselyne Bachelot (docteur en pharmacie), Marisol Touraine (fille de médecin) et actuellement Agnès Buzyn (hématologue).

### Les sous-controverses qui alimentent le débat

#### Les manquements des pharmaciens à leur devoir de conseils.
Des enquêtes de Que Choisir en 2009 puis une seconde Avril 2012, une troisième en avril 2018, dénoncent les manquements des pharmaciens à leur devoir de conseils. 
Dans la première, seules 14 % des pharmacies ont posé des questions, 15 % ont parlé des effets indésirables de ces médicaments, 41 % ont mis en garde contre leur association. 
La seconde enquête dénonce « 48 % des pharmaciens ne nous ont pas alertés spontanément sur les interactions entre les médicaments ». 
La troisième étude parle de seulement 14 % des pharmacies qui n’ont pas fait correctement leur travail. L’UFC-Que Choisir conclut son article par plusieurs préconisations, notamment « l’élargissement de la distribution des médicaments sans ordonnance aux parapharmacies et à des espaces dédiés dans les grandes surfaces, sous la surveillance d’un pharmacien diplômé. »
La Fédération des syndicats pharmaceutiques de France (FSPF) a réagi le 22 mars 2018 en se réclamant « d’une étude autrichienne » dont la source n’a pas jamais été précisée...

#### Non-respect de la règlementation par les sites internet qui vendent des médicaments
En 2017, l’Observatoire des Médicaments dénonce ces infractions qui témoignent "clairement" d'un "manquement aux devoirs de conseil des pharmaciens". 
D’autant que même si les composants présents dans les OTC sont considérés comme peu dangereux ou proposés à des dosages moindres, ces substances n'en restent pas moins des médicaments. À ce titre, elles présentent des effets indésirables, des contre-indications (certaines maladies, grossesse, allaitement), des risques d'interaction avec d'autres remèdes, de réaction allergique ou de surdosage.

#### Le prix des médicaments sans ordonnance qui grimpent
Depuis 2008, UFC Que Choisir, et depuis 2010, l’association Familles Rurales, lancent des enquêtes de prix dont les résultats sont relayés par la presse et les journaux télévisés. Les médicaments sans ordonnance sont de plus en plus chers. Entre 2016 et 2017, les prix ont augmenté de 4,3 % en moyenne. Des médicaments jusqu’à 4 fois plus chers selon le lieu de vente d’une pharmacie à l’autre, le prix d’un médicament passe, en moyenne, du simple au triple. Sur internet, les frais de port gomment des prix attractifs.  La dernière campagne de UFC Que Choisir date de février 2017…

#### Des médicaments sans ordonnance dangereux
Une étude de 60 millions de consommateurs dénonce 28 médicaments dangereux en vente libre.

#### Des OTC utilisés additionnés à des drogues ou de l’alcool
L’emploi à mauvais escient de médicaments sans ordonnance, plus précisément ceux contenant des psychotropes, pose un sérieux problème. Des médicaments pour la toux et le rhume vendus sans ordonnance contenant une drogue nommée dextrométhorphane (DXM) font l’objet d’une consommation abusive. Le DXM est vendu sous forme de sirop, de gel et de comprimés. Quand il est vendu sur Internet sous forme de poudre, il est particulièrement dangereux, car on ignore sa composition et son dosage. On le trouve dans plus de 100 produits ; la Coricidine et le Robitussin sont les médicaments les plus consommés.
Associé à d’autres drogues, le sirop pour la toux peut également provoquer des problèmes cardiaques et attaquer le système nerveux central. Combiné à l’alcool, il est particulièrement dangereux et peut être mortel. 
En Juillet 2017, les médicaments à la codéine sont interdits à la vente sans ordonnance - Observatoire français des drogues et des toxicomanies. La consommation de "Purple Drank" a été repérée en 2013 en France avant d'exploser depuis 2015.

### Les origines de la controverse[11]
L'origine de la controverse prend racine le 7 décembre 1957 lorsqu'Édouard Leclerc déclarait au journal La Croix : « La vente directe au prix de gros des médicaments réduirait notablement le déficit des assurances maladie. Il n’y aurait même plus de difficultés financières dans les caisses. »
Depuis, le monopole des pharmaciens n'a eu de cesse d'être remis en cause, les controverses se succèdent. 
Dans les années 80, attiré par le juteux marché de la parapharmacie, E. Leclerc est parvenu à briser le monopole de la vente des non-médicaments, entre autres les produits d’hygiène et les cosmétiques, ainsi que l'entente entre labos et pharmaciens. 
Dans le même temps, s’est posée la question des produits frontières, ceux qui, sans être tout à fait des médicaments, sont considérés comme pouvant avoir une incidence sur la santé (l’eau oxygénée, la vitamine C, les plantes médicinales, etc.)
Les grandes surfaces ont pris des initiatives en magasin qui donneront lieu à des actions judiciaires spécifiques dont certaines se concluront par des défaites des syndicats de pharmaciens.
Voulant influer sur l'opinion publique en la familiarisant avec l’idée de la vente de nouveaux produits hors officine, E. Leclerc s’est lancé dans de vastes campagnes de communication offensive dénonçant les monopoles (dont celui de la pharmacie).
La classification ou non en tant que médicaments des produits frontières a soulevé un débat tant parmi les acteurs politiques que dans l’opinion publique. 
Au sein des gouvernements successifs des années 1990 à 2010, la question des produits "frontière" a été un serpent de mer. L’opposition va se faire surtout entre le ministère de la santé, auquel est rattachée la profession de pharmacien, et les autres ministères ou secrétariats d’État impliqués dans le débat. 
L'autorité chargée de la concurrence recommande en 2005 d’élargir aux grandes surfaces la vente d’articles « à la frontière du médicament ».
Les parapharmacies se sont multipliées et grignotent sans cesse des parts de marché aux pharmaciens (env. 24 % à fin 2015). E. Leclerc qui était le leader incontesté sur le secteur de la parapharmacie, atteignant 255 magasins en 2017, perd du terrain avec la montée de Monoprix, Carrefour et Auchan. Avec près de 15 % total des parts de marché, les ambitions des GMS sur ce marché sont d’autant plus fortes qu’elles sont portées par une politique de croissance soutenue de leur parc de magasins (plus de 650 points de vente en 2016).

### Chronologie de la controverse[sourceinsuffisante]
Janv. 2007 : La publicité audiovisuelle s'ouvre à la grande distribution.
Avril 2008, Leclerc lance une campagne de communication pour réclamer la vente dans ses supermarchés de médicaments non remboursables qu’il présente comme « des bijoux de luxe inaccessibles ». Le pharmacien, quant à lui, est assimilé à un profiteur. 
Le 21 avril 2008, Leclerc a été condamné à la retirer, la campagne publicitaire étant jugée « déloyale et dénigrante », à la suite des plaintes des syndicats et des groupements de pharmaciens.
Le 7 mai 2008, la Cour d’Appel de Colmar tranche : Leclerc peut faire campagne, le caractère déloyal de la publicité n’ayant pas été retenu. 
Le 1er juillet 2008 Le décret "médicaments de médication officinale", autorise la vente de 248 médicaments devant le comptoir des pharmacies (les OTC), en libre-service. 
Septembre 2009 - Que Choisir Mensuel N° 473 : Enquête « Leclerc s'attaque à l'ordre », sur les conseils des pharmaciens défaillants (59 % d’entre eux). 
Novembre 2009, Leclerc débute un lobbying intense[non neutre], appuyé sur une campagne de publicité à la télévision et dans la presse pour faire valoir son argument : "Si demain nous avions, par exemple, une part de marché de 20 % sur ce secteur, nous serions en mesure de faire baisser les prix de 50 %"
Fin novembre 2009 : réaction de l’USPO (Union des syndicats de pharmaciens d’officine) : « Mr Leclerc promet des baisses de prix sur des produits qu’il n’est pas autorisé à distribuer, pour mieux dissimuler les augmentations de prix sur des produits dont il a aujourd’hui quasiment le monopole avec des pratiques illégales ».
En 2010, l’association Familles Rurales crée son observatoire des prix des médicaments en vente libre. Celle-ci relance régulièrement le débat sur les prix pratiqués.
Mars 2012 - UFC-Que choisir plaide pour la vente des médicaments sans ordonnance en grandes distribution.
Février 2013, nouvelle campagne de E. Leclerc de publicité à la télévision et dans la presse. Celle-ci s’appuie sur ses docteurs en pharmacie pour légitimer sa revendication.
Dès mars 2013, les pharmaciens ont répliqué aux spots publicitaires de Leclerc visant à obtenir l'autorisation de vendre des médicaments sans ordonnance. La campagne est dénigrée dans certains journaux.
Décembre 2013 - L'autorité de la concurrence de nouveau favorable à la vente des médicaments en GMS. Elle appelle à une ouverture de la concurrence dans le secteur des médicaments et soutient notamment une ouverture encadrée de la distribution au détail des médicaments délivrés sans ordonnance. Mais le gouvernement y est toujours opposé. 
Octobre 2014 - 28 900 signataires de la pétition pour que E. Leclerc vende des médicaments. Sondage Ipsos réalisé pour les centres E. Leclerc : « 77% des Français prêts à acheter leurs médicaments sans ordonnance en parapharmacie ». 
Novembre et décembre 2014 - Contre pub des pharmaciens. 
Janvier 2016, l’émission Capital diffusé par M6 sert de toute évidence[non neutre] de tribune à Michel-Edouard Leclerc qui s’attaque à l’image des pharmacies.
Début 2016 – Leclerc lance une campagne de publicité comparative affirmant que les parapharmacies des hypermarchés Leclerc proposaient des produits moins coûteux que leurs concurrents et surtout 32,5 % moins chers que les officines membres d'Univers Pharmacie. 
Mars 2016 – Le tribunal de La Roche-sur-Yon condamne Leclerc au titre de préjudice moral et d'image à une officine du réseau Univers Pharmacie.
Avril 2016 – Leclerc attaqué en justice par 130 pharmacies du réseau Univers Pharmacie pour publicité mensongère.
Décembre 2016 - 60 millions de consommateurs : 28 médicaments sans ordonnance dangereux à éviter.
Février 2017, Que Choisir livre son enquête sur les prix de produits de parapharmacie. Leclerc moins cher. 
Décembre 2017 - La Justice autorise Doctipharma, filiale de Doctissimo (Lagardère Active) à vendre en ligne des médicaments sans ordonnances, annulant une interdiction prononcée en première instance au printemps 2016 à la suite de la plainte de l'Union des groupements des pharmaciens d'officine (UDGPO) qui craint la porte ouverte à l'arrivée en France d'Amazon dans la vente en ligne de médicaments.
Avril 2018 - Que Choisir Mensuel N° 568 - Enquête « Le pire côtoie le meilleur ». Sur les conseils donnés par les pharmaciens. Ceux-ci se sont nettement améliorés[non neutre] mais l’enquête ne se concentre que sur les 14 % de défaillants (contre 59 % en 2009.